# Bukovsko
Bukovsko (německy Buggaus) je malá vesnice, část obce Malonty v okrese Český Krumlov. Nachází se asi 2,5 km na západ od Malont. Je zde evidováno 32 adres.
Bukovsko je také název katastrálního území o rozloze 6,19 km².

## Historie
První písemná zmínka o vesnici pochází z roku 1362.

## Památky a zajímavosti
- V centru vesnice se nachází sloupový pomník bez viditelného textu
- Ve vsi stojí dva kříže, jeden v centru a druhý v jižní části vesnice.

## Další obrázky

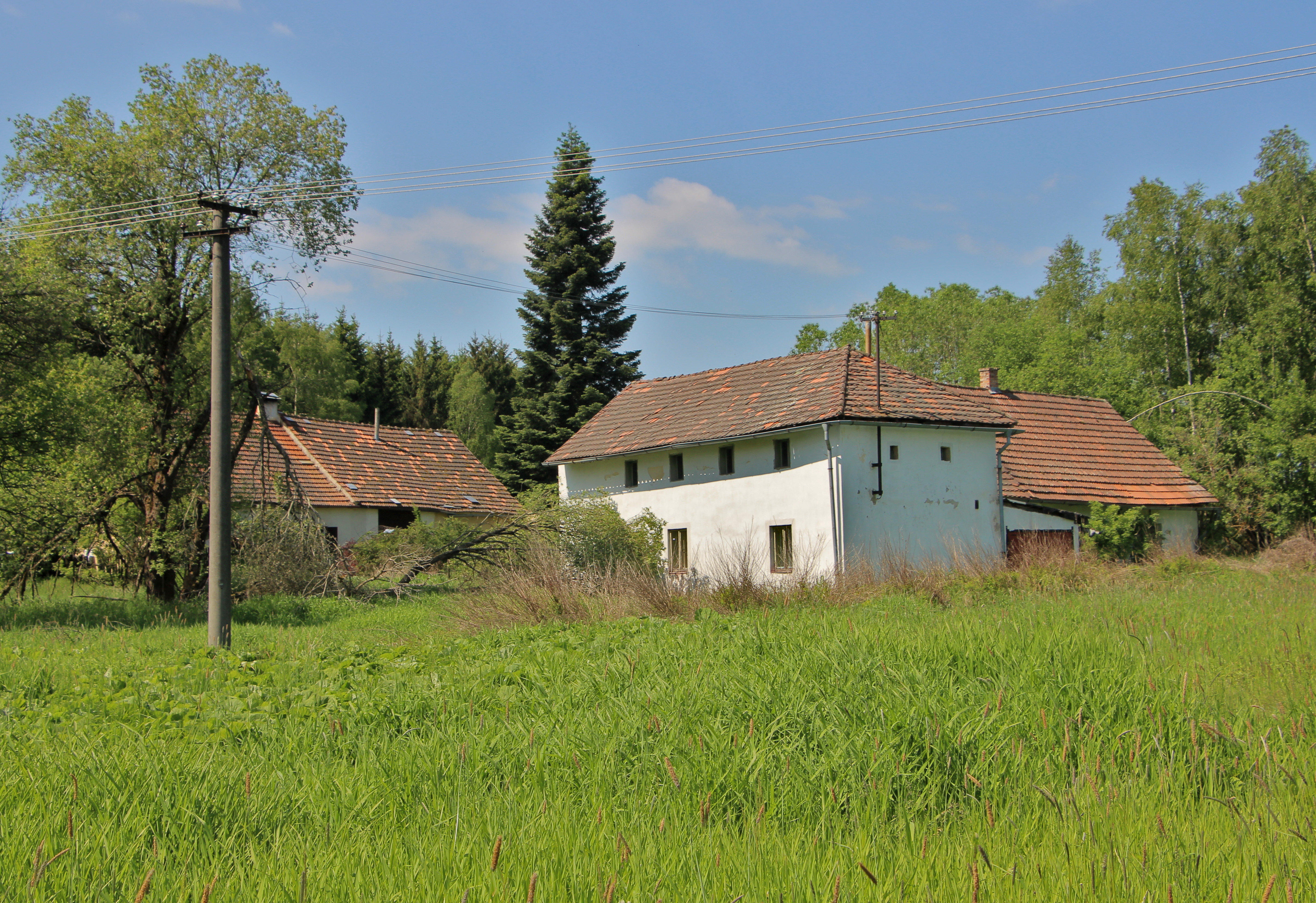
Stavení čp. 11
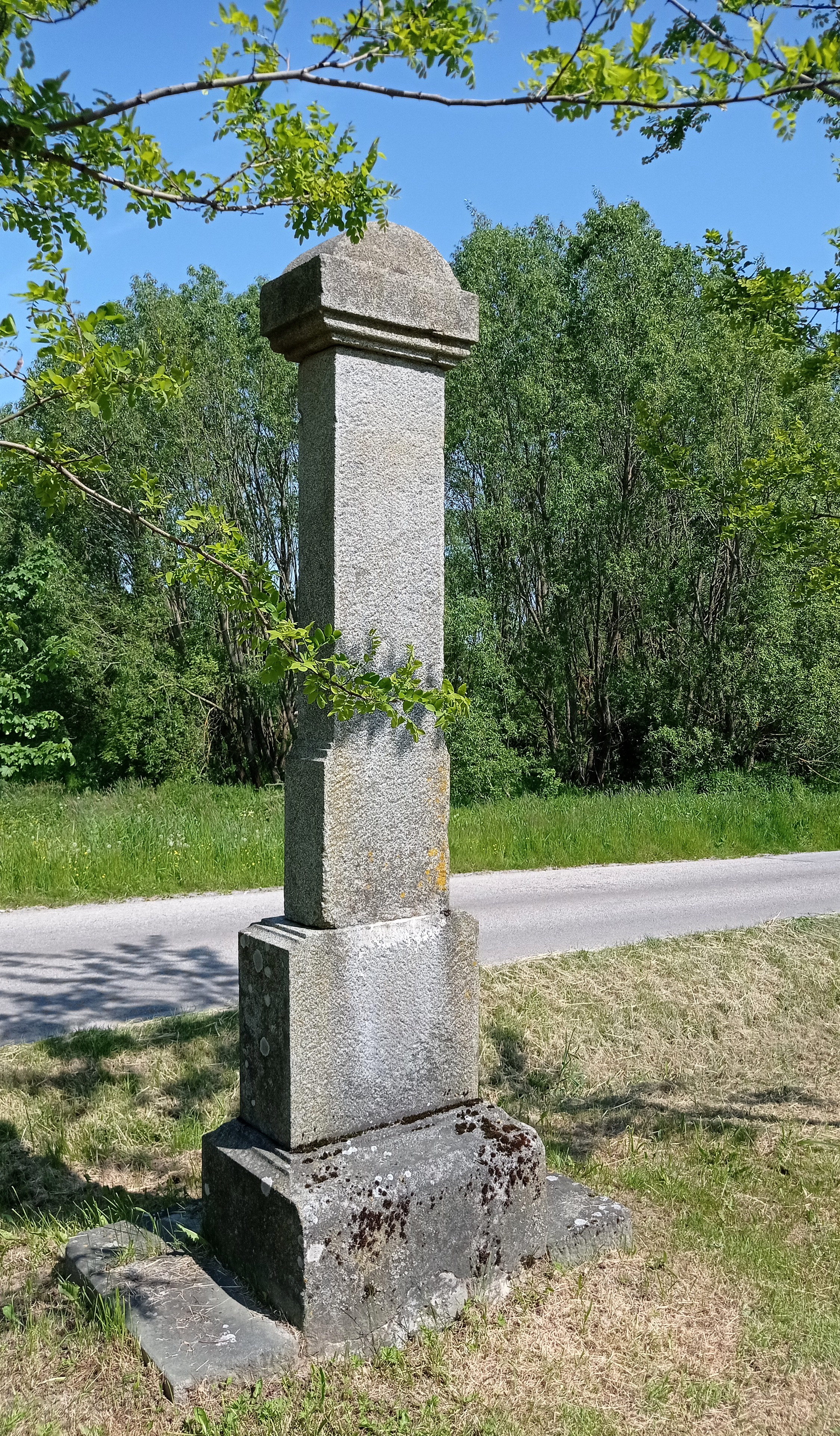
Památník v centru
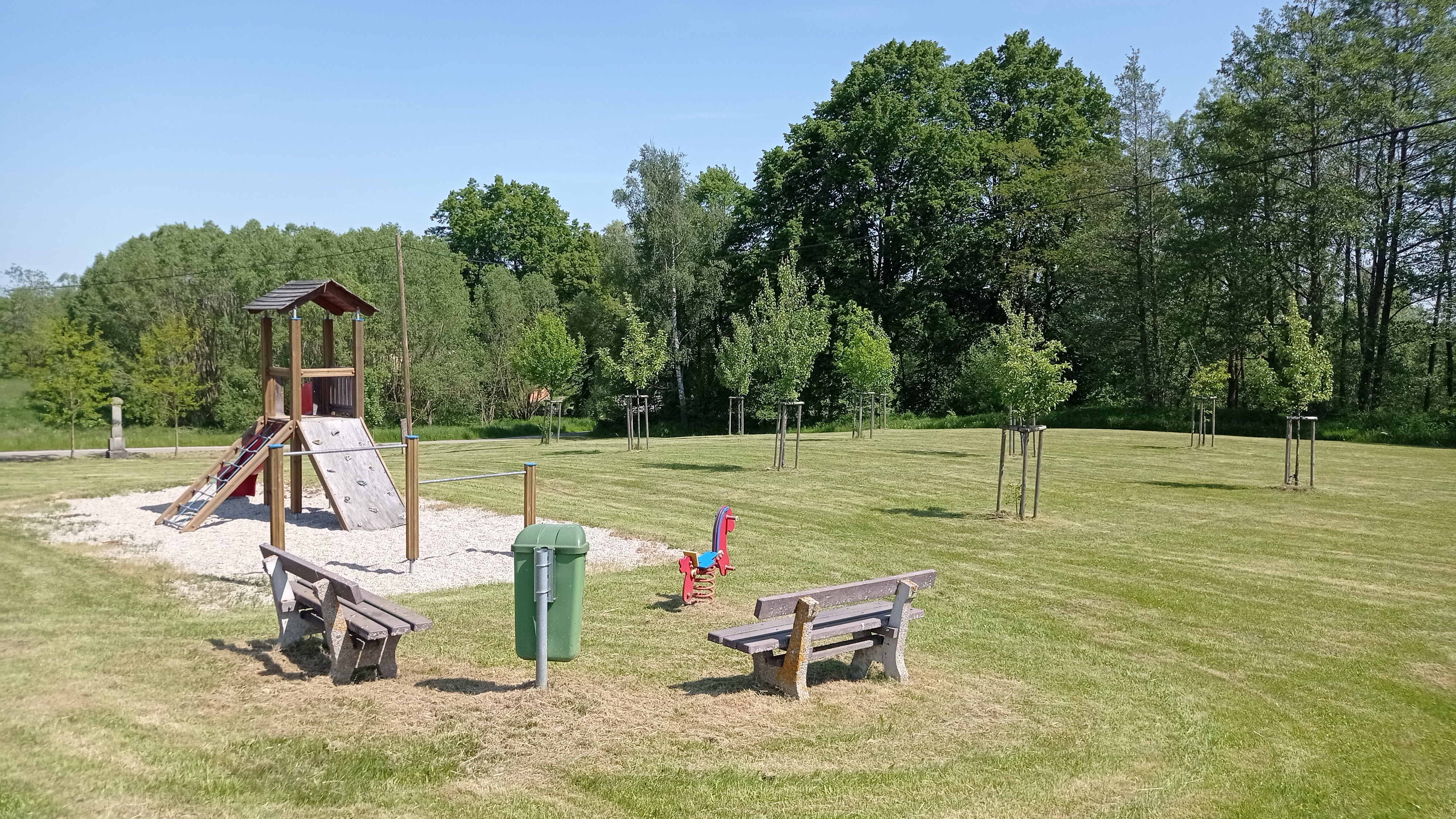
Dětské hřiště a mladé stromy
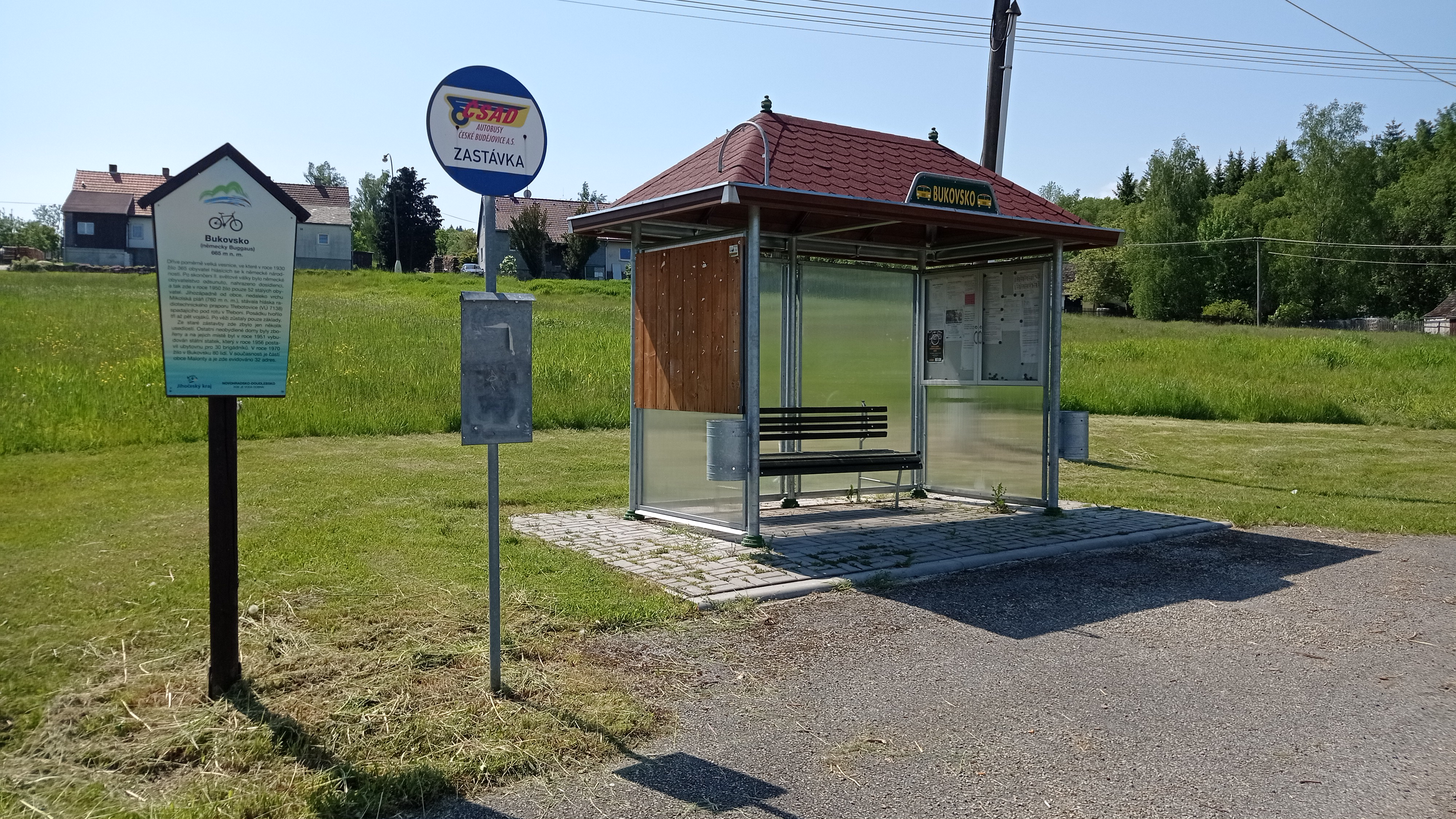
Autobusová zastávka